# Onufry Dziekoński
Onufry Wołyniec z Dziekony Dziekoński herbu Korab (ur. 17 stycznia 1740 w Wojtkiewiczach, zm. ok. 1800) – sędzia i stolnik wołkowyski, marszałek Koła Duchownego, deputat powiatu wołkowyskiego kadencji wileńskiej Trybunału Głównego Wielkiego Księstwa Litewskiego w 1770/1771 roku, podskarbi i deputat powiatu wołkowyskiego Trybunału Głównego Wielkiego Księstwa Litewskiego kadencji wileńskiej 1782/1783 roku.
Syn właściciela majątku Czaplice Jana i Wiktorii z Duksztów. Był również kawalerem Orderu Świętego Stanisława.

## Życiorys
W latach 1772–1782 sprawował urząd sędziego grodzkiego wołkowyskiego, zaś w latach 1775–1790 stolnika wołkowyskiego. W latach 1770–1771 i 1782–1783 był deputatem na Trybunał Główny Wielkiego Księstwa Litewskiego. Był wyznaczony przez sejmy w 1768 i 1775 roku komisarzem do rozsądzenia spraw granicznych w województwach Wielkiego Księstwa Litewskiego, a na Sejmie Wielkim w 1789 na komisarza ds. opłaty publicznej na wojsko.

## Rodzina
Był bratem Antoniego, podskarbiego litewskiego oraz Józefa, skarbnika wołkowyskiego. Z małżeństwa z nieznaną z imienia Bucharówną miał dwóch synów Józefa i Antoniego.